# South Norwood
South Norwood – dzielnica Londynu, w Wielkim Londynie, leżąca w gminie Croydon. Leży 13 km od centrum Londynu. W 2011 roku dzielnica liczyła 16 518 mieszkańców.